# Ptyas dhumnades
Ptyas dhumnades là một loài rắn trong họ Rắn nước. Loài này được Cantor mô tả khoa học đầu tiên năm 1842.
Loài này phân bố ở Trung Quốc, Đài Loan, Việt Nam.